# Anolis eugenegrahami
Anolis eugenegrahami este o specie de șopârle din genul Anolis, familia Polychrotidae, descrisă de Schwartz 1978. Conform Catalogue of Life specia Anolis eugenegrahami nu are subspecii cunoscute.